# Tarazona
Pour les articles homonymes, voir Tarazona (homonymie).
Tarazona de Aragón est une commune d’Espagne, dans la province de Saragosse, communauté autonome d'Aragon, chef lieu de la Comarque de Tarazona y el Moncayo.

## Lieux et monuments
- La cathédrale, consacrée en 1232, de style gothique et mudéjar.

## Cipotegato
Le Cipotegato est la tradition la plus connue de Tarazona qui a lieu chaque année le 27 août. Cette tradition a été déclarée d'intérêt touristique régional en 1998 et d'intérêt touristique national en 2009. Les festivités, en l'honneur du saint patron Attila (es), qui fut le premier évêque du diocèse de Zamora, durent jusqu'au 1er septembre.

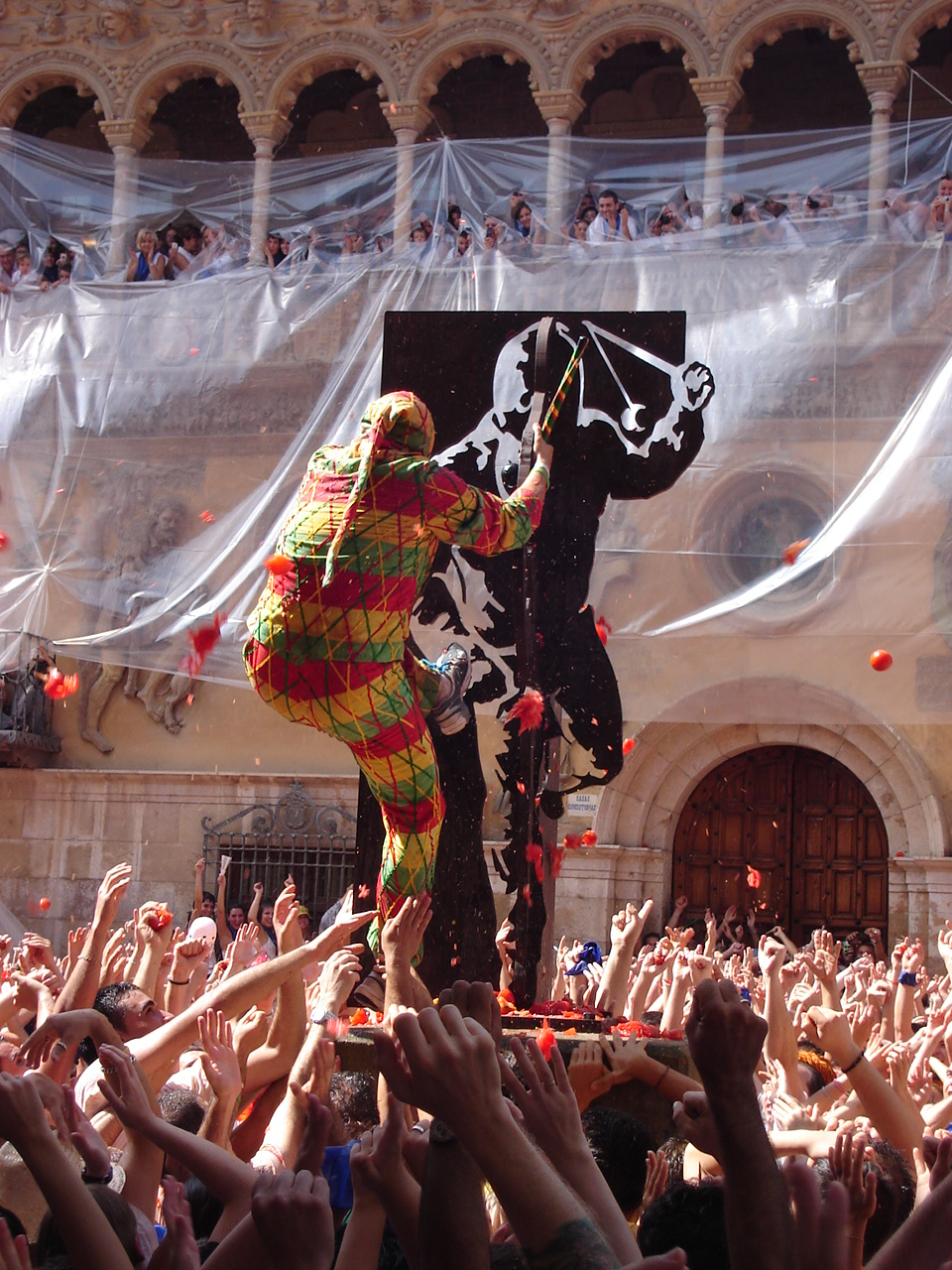
Le Cipotegato 2007

## Jumelage
- Orthez (France) depuis 1993[1]